# Víctor Álvarez
Víctor Guillermo Álvarez Delgado (Barcelona, España, 14 de marzo de 1993) es un futbolista español que juega de defensa en el C. E. L'Hospitalet de la Tercera Federación.

## Trayectoria
Criado en las categorías inferiores del F. C. Barcelona, pasó a formar parte del R. C. D. Espanyol desde juveniles. Tras llegar al primer equipo y terminar su contrato en 2017 después de no aceptar la oferta de renovación, fichó por el club ruso del P. F. C. Arsenal Tula.
En Rusia estuvo hasta la finalización de su contrato una vez terminada la temporada 2019-20. Tras varios meses sin equipo, en los cuales se le vinculó con el Rayo Vallecano y el Cádiz C. F., acabó fichando en enero de 2021 por el Pafos F. C. que militaba en la Primera División de Chipre. Durante su etapa en este equipo sufrió una lesión de larga duración que lo mantuvo más de dos años inactivo.
A inicios de 2023 se incorporó a los entrenamientos del C. E. L'Hospitalet y en julio hizo lo propio en el C. E. Sabadell F. C. Al mes siguiente se marchó a Bélgica después de firmar por una temporada con el K. M. S. K. Deinze. Tras esta experiencia, en septiembre de 2024 se unió al C. E. L'Hospitalet.

## Selección nacional
Jugó con España en las categorías sub-17, sub-18 y sub-19.

## Clubes
| Club                  | País    | Año       |
| --------------------- | ------- | --------- |
| R. C. D. Espanyol "B" | España  | 2010-2013 |
| R. C. D. Espanyol     | España  | 2013-2017 |
| P. F. C. Arsenal Tula | Rusia   | 2017-2020 |
| Pafos F. C.           | Chipre  | 2021      |
| K. M. S. K. Deinze    | Bélgica | 2023-2024 |
| C. E. L'Hospitalet    | España  | 2024-     |